# Агравейн
Сър Агравейн (на английски: Agravain или Agravaine) е един от рицарите на Кръглата маса. Син е на крал Лот от Оркни и Моргейз, сестрата на крал Артур. Той е брат на Гауейн, Гахерис и Гарет, но за разлика от тях, неговият образ не е много положителен. Макар и той да извършва подвизи, понякога действията му са проявява на злоба и низост.